# GLAAD Media Awards 2000
L'11ª edizione dei GLAAD Media Awards si è tenuta nel 2000. Le cerimonie di premiazione hanno avuto luogo a New York il 2 aprile, al Century Plaza Hotel di Los Angeles il 15 aprile, a Washington il 13 maggio e all'Argent Hotel di San Francisco il 3 giugno.

## New York
Excellence in Media Award
- Marlo Thomas

Vito Russo Award
- Elton John

Miglior film della piccola distribuzione
- Boys Don't Cry
- Meglio del cioccolato
- Chiamatemi Boy George
- Fucking Åmål - Il coraggio di amare
- Tutto su mia madre

## Los Angeles
Vanguard Award
- Elizabeth Taylor

Stephen F. Kolzak Award;
- Anne Heche

Miglior film della grande distribuzione
- Essere John Malkovich
- Big Daddy - Un papà speciale
- Election
- Flawless - Senza difetti
- Happy, Texas

Miglior serie commedia
- Will & Grace
- Action
- Los Beltrán
- Oh, Grow Up
- Sex and the City

Miglior serie drammatica
- Dawson's Creek
- Felicity
- Oz
- Undressed

Miglior episodio serie TV
- "Wild Wild Mess", Popular
- "Family is Family", Da un giorno all'altro
- "The Sissy Ducking", Happily Ever After: Fairy Tales for Every Child
- "Been There, Done That", L.A. Doctors
- "I'll Show You Mine", Cinque in famiglia

Miglior film per la televisione
- Execution of justice
- The Unknown Cyclist

Miglior talk show;
- Leeza
- Sally Jessy Raphael
- The Roseanne Show

## Washington
Capitol Award
- Billie Jean King

Vision Award
- Dennis Shepard
- Judy Shepard

## San Francisco
Pioneer Award
- Margaret Cho

Davidson/Valentini Award
- Kathy Levinson